# Birch Bay
Pour les articles homonymes, voir Birch.
Birch Bay est une census-designated place (CDP) située dans le comté de Whatcom, dans l'État de Washington.